# Route nationale 406
Die Route nationale 406, kurz N 406 oder RN 406, ist eine französische Nationalstraße.
Der Streckenverlauf führte in den Jahren von 1933 bis 1973 aus der Stadt Étain bis nach Aumetz.
Nach ihrer Herabstufung wurde die Straßennummer von der Nationalstraße N306A übernommen.
Diese wurde im Jahr 1980 zur Departement-Straße D406 herabgestuft.
Seit 1985 existiert die Straßennummer in Créteil wieder als Verbindung zwischen der Autoroute A86 und der Nationalstraße N19.

## Streckenverlauf
| Position | höchste zulässige Gesamtgeschwindigkeit | Fahrbahnen | Typ                          | Abschnitt        | Längengrad | Breitengrad |
| -------- | --------------------------------------- | ---------- | ---------------------------- | ---------------- | ---------- | ----------- |
| 1        | 110                                     | 2          | Beginn der Autobahn          | A 86             | 48.7776    | 2.4410      |
| 2        | 110                                     | 2          | Teil-Anschlußstelle          | D60              | 48.7727    | 2.4457      |
| 3        | 110                                     | 2          | Vollständige Anschlussstelle | Valenton         | 48.7670    | 2.4536      |
| 4        | 110                                     | 2          | Teil-Anschlußstelle          | D60              | 48.7617    | 2.4675      |
| 5        | 110                                     | 2          | Teil-Anschlußstelle          | Limeil-Brévannes | 48.7583    | 2.4815      |
| 6        | 110                                     | 2          | Ende der Autobahn            | N19              | 48.7624    | 2.4950      |